# Krawiec (singel)
Krawiec – drugi singel polskiego piosenkarza Filipa Lato z jego debiutanckiego solowego albumu studyjnego, zatytułowanego Halo Ziemia. Singel został wydany 24 sierpnia 2018.
Kompozycja znalazła się na 13. miejscu listy AirPlay – Top, najczęściej odtwarzanych utworów w polskich rozgłośniach radiowych.

## Geneza utworu i historia wydania
Piosenka została napisana i skomponowana przez Annę Saraniecką i Bartosza Zielonego. Piosenkarz o singlu:

Kiedy się zakochujemy, to nigdy nie myślimy, że na chwilę. Wydaje nam się, że miłość będzie trwała wiecznie i tego właśnie byśmy chcieli, bo przecież nie ma nic piękniejszego. Ale życie nie jest idealne i żaden związek taki nie jest. Z czasem stopniowo się od siebie oddalamy. Przytłacza nas codzienność. Zwłaszcza jeśli się od siebie różnimy, mamy inne cele, pragnienia. I marzenia.

Singel ukazał się w formacie digital download 24 sierpnia 2018 w Polsce za pośrednictwem wytwórni płytowej Gorgo Music w dystrybucji My Music. Piosenka została umieszczona na debiutanckim solowym albumie studyjnym Lato – Halo Ziemia.

## „Krawiec” w stacjach radiowych
Nagranie było notowane na 13. miejscu w zestawieniu AirPlay – Top, najczęściej odtwarzanych utworów w polskich rozgłośniach radiowych.

## Teledysk
Do utworu powstał teledysk w reżyserii Kamila Krawczyckiego, który udostępniono w dniu premiery singla za pośrednictwem serwisu YouTube.

## Lista utworów
- Digital download[3]

1. „Krawiec” – 3:17

## Notowania

### Pozycja na liście airplay
| Kraj   | Lista (2018)                   | Najwyższa pozycja |
| ------ | ------------------------------ | ----------------- |
| Polska | OLiS – oficjalna lista airplay | 13                |